# لا آرگنتینا (اویلا)
لا آرگنتینا (انگلیسی: La Argentina, Huila) نام شهری در کشور کلمبیا است.